# Thomas Limberger

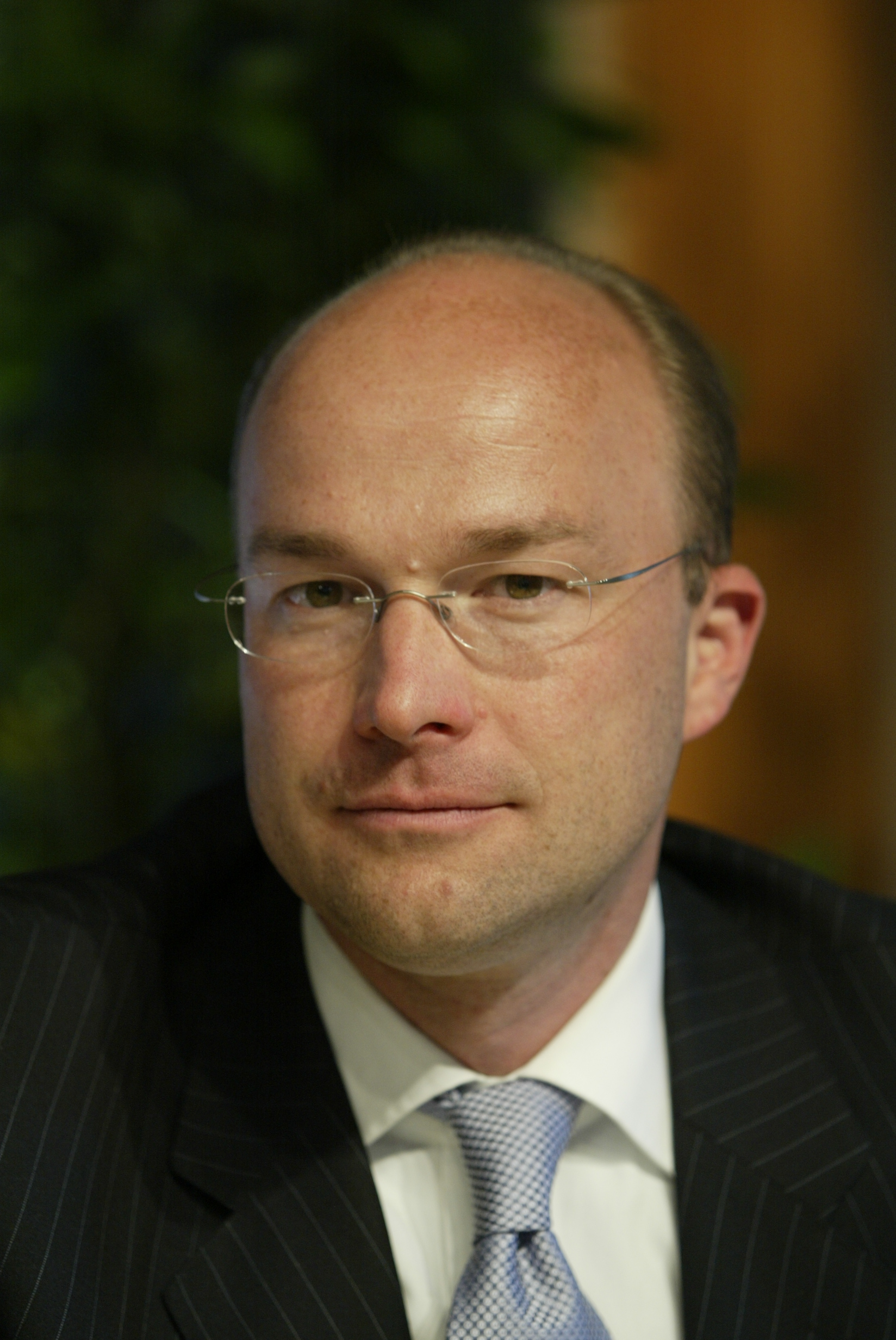
Thomas Limberger (2005)

Thomas Peter Limberger (* 22. Juli 1967 in Bad Homburg vor der Höhe) ist ein deutscher Industriemanager und Investor.

## Ausbildung
Nach dem Abitur studierte Thomas Limberger Wirtschaftswissenschaften in Frankreich und den USA. 1994 schloss er das Studium mit der Fachrichtung „Finance and Strategic Management“ mit einem Master of Business Administration ab. Limberger ist Absolvent der Harvard Business School und der französischen Grande école Institut supérieur de gestion.

## Berufliches
Nach seinem MBA begann Limberger 1995 seinen beruflichen Werdegang bei der heutigen Fresenius SE & Co. KGaA. Mit der Übernahme der National Medical Care in den USA formierte sich die Fresenius Medical Care AG, in der Limberger in verschiedenen Managementfunktionen bis 2001 tätig war.
Im Januar 2001 verließ er die Fresenius Medical Care AG und wurde kurz darauf Vorstandsmitglied der General Electric Deutschland. Er übernahm dort zunächst den Geschäftsbereich Industrial. 2002 wurde er zum Chief Executive Officer der General Electric Deutschland, Österreich, Schweiz berufen.
Im Mai 2004 wählte die Generalversammlung der Unaxis AG (heutige OC Oerlikon AG) Limberger in den Verwaltungsrat. Ein Jahr später wurde er, nach einem Großaktionärswechsel, zum Vorstandsvorsitzenden und Vizepräsident des Verwaltungsrats gewählt. Er führte den Konzern aus der Verlustzone (minus 340 Millionen Schweizer Franken 2004) und erreichte schon 2006 einen Gewinn von rund 320 Millionen Schweizer Franken, der bis auf 490 Millionen Schweizer Franken in 2007 ausgebaut wurde. Hierfür erhielt das Unternehmen den Dow-Jones-EUROSTOXX-500-Preis für die beste Aktie Europas.
Wenige Wochen nach seinem Ausstieg bei Oerlikon wurde Limberger von der Generalversammlung zum Verwaltungsratspräsident und CEO der Von Roll Holding AG berufen, einem Hersteller von hitze- und feuerbeständigen Isolationsprodukten. Stand 2024 bekleidet er keine der beiden Positionen.
Limberger ist Gründer und CEO der SilverArrow Capital Group mit Sitz in London, einer Gruppe privater Investmentgesellschaften mit den Schwerpunkten auf industrielle Wachstumsbranchen, Infrastrukturprojekte und Immobilien. Im Oktober 2016 erwarb SilverArrow 51 % von PrivatAir, einer Schweizer Fluggesellschaft, die kurz nach Verkauf an einen arabischen Investor, im Dezember 2018, Insolvenz anmelden musste. 
Zudem ist er seit Dezember 2024 Vorstandsvorsitzender der Laura Privatstiftung, nachdem er die Position von Heinz Peter Hager übernommen hat, der aufgrund von Ermittlungen im Zusammenhang mit der Stiftung sein Amt niederlegte.  